# Mitaka
Mitaka (Japans: 三鷹市, Mitaka-shi) is een stad in de prefectuur Tokio, Japan.  Het ligt direct ten westen van de 23 speciale wijken van de prefectuur. Op 1 maart 2008 had de stad 180.736 inwoners.  De bevolkingsdichtheid bedroeg 10950 inw./km².  De oppervlakte van de stad is 16,50 km².
Mitaka is bij toeristen vooral bekend vanwege het Ghibli museum met zijn grote Totoroknuffel die te zien is vanaf de straat, en het Inokashira-park, dat de grens vormt met Kichijoji (Musahino). 

## Geschiedenis
Mitaka is ontstaan in 1889, tijdens de Meiji-periode, en heet zo naar de drie（三）dorpjes waar het shogunaat vroeger de jacht met valken（鷹）bedreef. Mitaka heeft zich vooral als forensenstad ontwikkeld, en is dan ook voornamelijk woongebied geworden. 